# ميغان تراينور
ميغان إليزابيث تراينور (بالإنجليزية: Meghan Elizabeth Trainor)‏ وهي مغنية وكاتبة أغاني ومنتجة أمريكية ولدت في يوم 22 ديسمبر 1993 في مدينة نانتوكيت في ولاية ماساتشوستس في الولايات المتحدة، أُشتهرت بعد أدائها لأغنية All About That Bass وألتي احتلت المرتبة الأولى في الولايات المتحدة واحتلت مراتب متقدمة في كُل من كندا وأستراليا وألمانيا والمملكة المتحدة ونيوزيلندا. ظهر ولعها بالموسيقي منذ طفولتها عبر تأدية الأغاني، أطلقت في عمر الخامسة عشر عاما إلي السابعة عشر عاما ثلاثة ألبومات مستقلة، في سنة 2011 وقعت عقدا مع شركة تسجيلات أمريكية وبدأت مشوارا في كتابة الأغاني.أطلقت أولي ألبوماتها الرسمية في سنة 2015 تحت اسم «العنوان» (بالإنجليزية: title)‏ إحتل الأخير المركز الأول في ترتيب الألبومات الأمركية بيلبورد 200 وبيع منه مايقارب المليون نسخة. فازت ميغان في 2016 بجائزة الغرامي كأفضل فنان جديد.ثاني ألبوماتها صدرت في سنة 2016 بعنوان «شكرا لك» (بالإنجليزية: thank you)‏ ، أولي أغاني الألبوم وهي «لا» (بالإنجليزية: no)‏ تموقعت في المركز الثالث في ترتيب الولايات المتحدة بيلبورد هوت 100.أخر أصداراتها كان في عام 2017 عن أغنية «أنا سيدة» (بالإنجليزية: i'm a lady)‏ .

## الاغاني
أشهر أغانيها هي:
Better When I'm Dancin
ميغان تراينور
Dear Future Husband
Like I'm Gonna Lose You مع جون لجند
All About That Bass
لقب
I'll Be Home
Close Your Eyes
لا
ME TOO

## وصلات خارجية
- ميغان تراينور على موقع IMDb (الإنجليزية)
- ميغان تراينور على موقع روتن توميتوز (الإنجليزية)
- ميغان تراينور على موقع ميوزك برينز (الإنجليزية)
- ميغان تراينور على موقع أول ميوزيك (الإنجليزية)
- ميغان تراينور على موقع ديسكوغز (الإنجليزية)
- ميغان تراينور على موقع قاعدة بيانات الفيلم (الإنجليزية)
- All About That Bass على يوتيوب